# 復讐捜査線
『復讐捜査線』（原題: Edge of Darkness）は、マーティン・キャンベル監督によるアメリカ合衆国の映画であり、1985年のBBCのテレビドラマ『刑事ロニー・クレイブン』の映画版である。
メル・ギブソンにとっては『サイン』（2002年）以来となる主演映画である。
テレビ版はイギリス・ヨークシャーが舞台だったが、映画版ではアメリカ・ボストンを舞台としている。

## あらすじ
ボストン警察殺人課に勤務するベテラン刑事、トーマス・クレイブンは病に倒れた一人娘のエマを病院に連れて行こうとする。しかし家を出たその時、何者かが彼女を狙撃、エマは父の腕の中で息を引き取った。規則によりトーマスは事件の捜査担当を許されず、同僚が担当することとなり「トーマスに個人的な恨みを持つ者による誤射」と見て捜査を開始。しかしトーマスはこれとは別に自ら娘の命を奪った犯人の足取りを追う。その中で、トーマスはエマが勤務していた軍需企業が犯罪行為を行なっていたこと、エマがそれを暴露しようとして命を消されたことを知るのであった。

## キャスト
※括弧内は日本語吹替
- トーマス・クレイブン - メル・ギブソン（磯部勉）
- ダリウス・ジェドバーグ - レイ・ウィンストン（勝部演之）
- ジャック・ベネット - ダニー・ヒューストン（内田直哉）
- エマ・クレイブン - ボヤナ・ノヴァコヴィッチ（山根舞）
- バーナム - ショーン・ロバーツ（杉山大）
- ミルロイ - デヴィッド・アーロン・ベイカー（下山吉光）
- ホワイトハウス - ジェイ・O・サンダース（長克巳）
- ムーア - デニス・オヘア
- ジム・パイン - ダミアン・ヤング（梅津秀行）
- メリッサ - カテリーナ・スコーソン